# بطولة إفريقيا لكرة القدم للشباب 1985
أُجريت بطولة أفريقيا لكرة القدم للشباب 1985 وَفق نظام الذهاب والإياب، وقد كانت مؤهلة لبطولة العالم للشباب لكرة القدم 1985 بالاتحاد السوفياتي.

## المنتخبات المشاركة
شاركت المنتخبات التالية في البطولة (ولعبت مباراة واحدة على الأقل):
| الدور التمهيدي: - أنغولا - غامبيا - غانا - غينيا - موزمبيق - السودان - أوغندا - زامبيا | الدور الأول: - الجزائر - الكاميرون - مصر - إثيوبيا - المغرب - نيجيريا - تونس - زيمبابوي الدور الثاني: - ساحل العاج |

## الدور التمهيدي
انسحبت بوركينا فاسو وليبيا وتوغو، وتأهلت بذلك بنين وإثيوبيا والسنغالن للدور الأول.
| الفريق الأول | إجم. | الفريق الثاني | مباراة الذهاب | مباراة الإياب |
| ------------ | ---- | ------------- | ------------- | ------------- |
| غامبيا       | 2–3  | غانا          | 1–0           | 1–3           |
| غينيا        | 2–2  | أنغولا        | 2–1           | 0–1           |
| السودان      | 1–0  | أوغندا        | 1–0           | 0–0           |
| موزمبيق      | 0–8  | زامبيا        | 0–3           | 0–5           |

بسبب انسحاب الفرق، قرر الاتحاد الأفريقي لكرة القدم تأهل كل من غينيا وأنغولا إلى الدور الأول

## الدور الأول
| الفريق الأول | إجم.         | الفريق الثاني | مباراة الذهاب | مباراة الإياب |
| ------------ | ------------ | ------------- | ------------- | ------------- |
| تونس         | 0–0 (p: 3–2) | الجزائر       | 0–0           | 0–0           |
| المغرب       | 3–1          | مصر           | 2–0           | 1–1           |
| نيجيريا      | 2–1          | غانا          | 2–0           | 0–1           |
| الكاميرون    | 5–0          | أنغولا        | 3–0           | 2–0           |
| زيمبابوي     | 4–3          | السودان       | 4–2           | 0–1           |
| إثيوبيا      | 5–3          | زامبيا        | 2–2           | 3–1           |

## ربع النهائي
دخل المنتخب الإيفواري البطولة.
| الفريق الأول | إجم. | الفريق الثاني | مباراة الذهاب | مباراة الإياب |
| ------------ | ---- | ------------- | ------------- | ------------- |
| غينيا        | 1–3  | ساحل العاج    | 0–0           | 1–3           |
| المغرب       | 1–2  | تونس          | 1–0           | 0–2           |
| الكاميرون    | 4–5  | نيجيريا       | 3–0           | 1–5           |
| إثيوبيا      | 3–1  | زيمبابوي      | 1–1           | 2–0           |

## نصف النهائي
| الفريق الأول | إجم.   | الفريق الثاني | مباراة الذهاب | مباراة الإياب |
| ------------ | ------ | ------------- | ------------- | ------------- |
| ساحل العاج   | 1–1(a) | تونس          | 1–1           | 0–0           |
| نيجيريا      | 4–1    | إثيوبيا       | 3–0           | 1–1           |

## النهائي
| الفريق الأول | إجم. | الفريق الثاني | مباراة الذهاب | مباراة الإياب |
| ------------ | ---- | ------------- | ------------- | ------------- |
| تونس         | 2–3  | نيجيريا       | 1–1           | 1–2           |

| بطولة أفريقيا لكرة القدم للشباب 1985 |
| ------------------------------------ |
| · نيجيريا · للمرة الثانية            |

## المتأهلين لبطولة العالم للشباب
تأهل أفضل فريقين إلى بطولة العالم للشباب لكرة القدم 1985 بالاتحاد السوفياتي.
- نيجيريا
- تونس

## روابط خارجية
- نتائج المباريات من آر إس إس إس إف